# Homero Rodríguez Tabeira
Homero Rodríguez Tabeira (Rocha, 20 de junio de 1934 - Montevideo, 17 de junio de 2019) fue un locutor de radio, presentador de televisión y empresario uruguayo, uno de los pioneros de la televisión en su país.

## Biografía
Hijo de un fotógrafo y de una maestra, nació en la ciudad de Rocha en 1934. Estudió violín y francés en su ciudad natal, donde también descubrió el potencial de su voz realizando grabaciones para publicidad callejera. Después de culminar sus estudios secundarios se radicó en Montevideo y cursó estudios en Bellas Artes, donde fue discípulo de Edgardo Ribeiro. También fue discípulo de Daymán Antúnez, del Taller Torres García.
Comenzó su trabajo radial en CX 10 Radio Ariel y después pasó a CX 36 Radio Centenario, donde trabajó con Raimundo Soto, Julio César Castro y Alfredo Zitarrosa. Fue quien impulsó a Zitarrosa a dedicarse a cantar, además de representarlo.
A partir de 1959 dirigió el programa radial Caravana en CX 22 Radio Universal. Este programa, cuyo nombre fue sugerido por Raimundo Soto, pasó a CX30 y por último a Metrópolis FM. Otro conocido programa radial que dirigió fue La discoteca de los éxitos. También trabajó en las radios El Espectador, Carve y Emisora del Palacio, radio de frecuencia modulada fundada por él.
Fue propietario del parador y discoteca Caravana, en La Paloma (Rocha) y de la agencia de publicidad RT.
En los años 1980 condujo el programa de preguntas y respuestas Martini pregunta por Teledoce. Comenzó con un segmento, llamado el sorteo de «el barcito», dentro del programa inicialmente conducido por Jorge Mullins. Durante más de veintisiete años, hasta 2016, condujo la transmisión en directo de los sorteos del 5 de Oro.